# Theodosia Okoh
Pour les articles homonymes, voir Okoh.
Theodosia Salome Okoh (née le 13 juin 1922, morte le 19 avril 2015) est une enseignante, artiste et sportive ghanéenne, connue pour la conception du drapeau du Ghana en 1957. Elle a également joué un rôle de premier plan dans le développement du hockey sur gazon au Ghana.

## Formation et vie personnelle
Theodosia Salome Abena Kumea Asihene est originaire d'Anum (District d'Asuogyaman, Est du Ghana). Son père est le pasteur Emmanuel Victor Asihene (Eglise presbytérienne du Ghana). Sa mère est Dora Asihene (née Akyea). Elle est la quatrième d'une fratrie de huit enfants. Sa sœur aînée Emily (1915-1957) deviendra enseignante et vice-principale du Winneba Specialist Training College. Sa petite sœur, Letitia Asihene (Dr. Letitia Obeng), deviendra zoologiste et sera une des premières femmes scientifique du Ghana. Leur frère ainé, Emmanuel Victor Asihene, deviendra le premier professeur et directeur de la faculté d'Art à Kumasi. 
Theodosia commence sa scolarité à l'école primaire presbytérienne d'Asante-Effiduase. Elle gagne des prix pour ses dessins et ses peintures. Grâce à ces talents, elle intègre le lycée presbytérien Asante-Akyem d'Agogo (école de filles de la mission de Bâle). 
Elle se marie avec Enoch Kwabena Okoh (qui deviendra un haut fonctionnaire du gouvernement indépendant de Kwame Nkrumah) et élève ses enfants : Ernest Kwesi, Stankey Kwame et Theodosia Susan. 
Elle meurt à l'âge de 92 ans.

## Carrière

### Enseignement
En 1939, elle rentre au Presbyterian Training College d'Agogo et obtient une bourse gouvernementale qui lui permet ensuite d'intégrer la section d'Art de l'université d'Achimota en 1942.  
En 1949 elle produit les dessins employés dans les manuels d'éducation pour adulte par le département d'éducation populaire.  
Elle enseigne jusqu'en 1949 au Presbyterian Training College d'Agogo. Elle arrête ensuite sa carrière pour se consacrer à son mariage avant de reprendre l'enseignement à mi-temps en 1957. 

### Sport
Ayant pratiqué le hockey de manière assidue pendant sa scolarité, Theodosia Okoh devient vice-présidente de l'Association ghanéenne de hockey en 1957 puis présidente en 1961. Sous son administration, l'équipe nationale masculine se rend aux championnats du monde. Elle fait construire un stade national à Accra. 
Elle devient membre honoraire du comité olympique en 1986 avant de se retirer de la vie publique dans les années 1990 pour des raisons de santé.

### Arts
Certaines de ses productions sont exposées outre-Atlantique notamment grâce au sculpteur Oku Ampofo qui inclut certaines de ses peintures dans ses expositions aux États-Unis. 
Elle fait des expositions "solo" à Accra (1978, 1985) puis à Memphis, aux USA (1990, 1991) où ses œuvres sont vendues par le galeriste Ephraim Urebua. 
Elle fait de la peinture à l'huile et à l'eau dans un premier temps avant de se tourner vers le collage en employant des matériaux naturels.   

## Le drapeau du Ghana
A l'indépendance du pays, le nouveau gouvernement de Kwame Nkrumah propose un concours pour dessiner le nouveau drapeau du Ghana : "le drapeau doit être original et permettre aux citoyens de s'identifier à ses motifs". 

Elle gagne le concours avec un drapeau comportant une bande tricolore et une étoile noire à cinq branches : 
"J'ai choisi les trois couleurs rouge, or et vert parce que, en géographie j'ai appris que le Ghana est un pays tropical et est béni par une végétation riche, couverte de forêts et de grandes fermes.Mon choix du doré a été influencé par la richesse minérale naturelle de notre terre. C'est précisément pour ces minéraux, notamment l'or que nous nou sappelions la Gold Coast avant l'indépendance. Le rouge, je l'ai choisi parce que quand j'ai entendu Yen Ara Asase Ni du Dr Ephraim Amu [l'hymne de la région Ashanti], j'ai été particulièrement émue par ses mots et son appel pour défendre notre mère patrie qui a été conquise sur le sang et le labeur de nos pères. [...] L'étoile à cinq branche est le symbole de l'émancipation africaine et de l'unité dans la lutte contre le colonialisme." 
L'étoile noire à cinq branche a été employée pour la première fois par le militant afro-américain Marcus Garvey pour la Black Star Line.

## Héritage
- Theodosia Okoh a reçu de nombreuses récompenses par les institutions publiques, sportives et artistiques du pays.

- L'assemblée de district d'Asuogyaman (région Est), a érigé un buste en son honneur à Anum, sa ville de naissance.
- Le terrain de hockey et le stade national d'Accra est nommé en son honneur en reconnaissance de son œuvre pour le sport ghanéen[4].
- Son petit fils, le réalisateur - animateur Ian Jones-Quartey a créé le personnage Nanefua Pizza[5] en s'appuyant sur elle dans le dessin animé Steven Universe.[6]
- Au Ghana, Google lui consacre un doodle à l'occasion du 94e anniversaire de sa naissance, le 13 juin 2016. Le doodle, dessiné par Alyssa Winans, la représente en train de coudre le drapeau du Ghana[7].